# Madeline Johnston
Madeline Johnston est une musicienne américaine multi-instrumentiste originaire de Denver, Colorado. Elle est connue pour ses différentes projets Midwife, Sister Grotto ou Mariposa.

## Biographie
Madeline Johnston passe une partie de son enfance à Santa Fe, Nouveau-Mexique. En 2009, elle déménage à Denver, Colorado, et grâce à ses diverses relations elle commence à s'intégrer à la scène locale. Elle découvre notamment le Rhinoceropolis, un lieu de création artistique DIY, situé dans le quartier "RiNo" de Denver.
Entre 2009 et 2011, Madeline Johnston enregistre Oilspills, le premier album de son projets solo Mariposa. Il sort le 22 juin 2011 aux États-Unis, uniquement au format cassette. La même année, elle fonde aux côtés du musicien Hunter Dragon, le label Tinyamp Records, spécialisé dans les cassettes audio. En 2013 elle sort le deuxième album de Mariposa, Holy Ghost.
En 2016, Madeline Johnston fait paraître l'album You Don't Have To Be A House To Be Haunted, sous le nouvel alias de Sister Grotto. Il est inspiré de poèmes de Emily Dickinson. Cet album marque une transition dans sa musique. Celle-ci passe d'une musique folk et sombre à un mélange d'éléments issus du drone et de l'ambient pour créer ce que l'artiste qualifie de "heaven metal" ou de "soft-gaze". À la suite de l'incendie qu'a connu la résidence artistique le Ghost Ship d'Oakland, Californie, et les nombreux débats que cela a suscité, le Rhinoceropolis est forcé de fermer en 2016 pour des raisons de sécurité. Il a été jugé dangereux par le Denver Fire Department. Tous ses occupants sont évacués, dont Madeline Johnston.
Like Author, Like Daughter, sort en 2017. Il s'agit de son premier album pour son nouveau projet Midwife. Il a été enregistré au Rhinoceropolis avant sa fermeture.
2018 est une année charnière dans la carrière de l'artiste. Colin Ward, son ami et mentor, incapable de s'adapter à la vie en dehors du Rhinoceropolis se suicide au début le 1er février 2018.
L'album Forever est dédié à Colin Ward. Le morceau C.R.F.W. débute par l'enregistrement d'un poème lu par celui-ci.
En 2020, Madeline Johnston est obligée d'annuler ses concerts à cause de la pandémie de Covid 19, ce qui lui permet de se consacrer entièrement à l'écriture de son nouvel album. Pendant la période de quarantaine imposée aux États-Unis, elle déménage au Nouveau-Mexique, à Santa Fe puis Albuqueque et enfin Las Cruces-San Miguel où elle finalise l'enregistrement de son nouvel album. Luminol sort en 2021. La même année, elle participe aux côtés de Chat Pile, Wreck and Reference, Vile Creature, Drowse et Cremation Lily, à la compilation Send The Pain Below, hommage au Neo Metal, produite par The Flenser où elle reprend le morceau titre Send the Pain Below de Chevelle.
Le 12 mai 2023 sort Orbweaving, une collaboration avec Vyva Melinkolya, collectif musical de Louisville (Kentucky), mené par Alec Diaz. L'origine du projet remonte à 2021, alors que ce dernier est en résidence dans le studio du Nouveau-Mexique de Madeline Johnston pour une session d'enregistrement. Les deux artistes confrontés à des difficultés dans leurs vies personnelles se retrouvent dans la musique.

## Discographie

### Mariposa

#### Album
- 2011 : Oilspills
- 2013 : Holy Ghost

### Sister Grotto

#### Album
- 2016 : You Don't Have To Be A House To Be Haunted
- 2016 : Blindside

#### EP
- ? : Pieta

#### Collaborations
- 2014 : The Minotaur avec OHDO
- 2015 : Born To Lose/Born To Leave avec Braeyden Jae
- 2016 : Song For An Unborn Sun/Sister Yarrow avec Yarrow
- 2017 : Planning For Burial Split EP avec Tucker Theodore
- 2023 : Orbweaving avec Vyva Melinkolya

### Midwife

#### Albums studio
- 2017 - Like Author, Like Daughter (Whited Sepulchre Records)
- 2018 - Prayers Hands (EP) (Antiquated Future Records)
- 2020 - Forever (Flenser Records)
- 2021 - Luminol (Flenser Records)
- 2024 - No Depression in Heaven (Flenser Records)

#### Collaborations
- 2020 : In / Heaven avec Mark Trecka & Susan Alcorn / Midwife & Amulets